# Status animarum
Status animarum – rodzaj księgi parafialnej prowadzonej przez parafię w celu rejestracji wiernych. Znane w Europie od XV wieku, na mocy rytuału rzymskiego z 1614 roku stały się obowiązkową formą rejestracji parafialnej. Stanowią jedno z podstawowych źródeł demografii historycznej.
Zgodnie z zarządzeniami kościelnymi, spisy status animarum winny być wykonywane corocznie w czasie kolędy. Wydany w 1631 roku Rytuał Piotrkowski nakazywał, aby znajdowały się w nich następujące informacje: imiona i nazwiska osób w poszczególnej rodzinie, wiek i stopień pokrewieństwa jej członków, imiona, nazwiska i wiek niespokrewnionych współmieszkańców, informacje dotyczące przystąpienia przez nich do komunii i bierzmowania, adnotacje dotyczące zmiany miejsca zamieszkania. Pomimo istniejącego obowiązku ich prowadzenia, wizytacje kościelne wskazują na unikanie przez kler parafialny tworzenia status animarum aż do połowy XVIII wieku. Dopiero w epoce Oświecenia, dzięki wzrastającemu wykształceniu kleru, zainteresowaniu władz kościelnych statystyką wiernych oraz rozporządzeniom władz zaborczych, doszło do ich upowszechnienia. 